# Epizeuxis serralis
Epizeuxis serralis är en fjärilsart som beskrevs av Paul Mabille 1880. Epizeuxis serralis ingår i släktet Epizeuxis och familjen nattflyn. Inga underarter finns listade i Catalogue of Life.